# Hans-Joachim Reichert
Hans-Joachim Reichert (* 24. März 1941; † 28. März 2010) war ein deutscher Bankmanager.
Reichert arbeitete in den 1960er Jahren zunächst als Devisenhändler bei Chase Manhattan in Frankfurt, Toronto-Dominion Bank in Toronto und Sveriges Kreditbank in Stockholm. 
1967 trat er mit dem Eintritt in die DGZ in die Sparkassenorganisation ein, war hier zuerst im Geld- und Devisenhandel tätig und Anfang der 1970er Jahre dann entscheidend an der Gründung der DGZ International in Luxemburg beteiligt, deren Entwicklung er als Verwaltungsratsvorsitzender lange eng begleitete. 
1977 wurde Reichert Generalbevollmächtigter, 1986 Vorstandsmitglied der DGZ. 
Nach der Fusion mit der DekaBank 1999 gehörte er auch dem Vorstand des neuen Instituts an.